# Ilona Kabos
Ilona Kabos (Budapest, 7 décembre 1893 – Londres, 27 mai 1973) est une pianiste et professeure de piano britannique d'origine hongroise.

## Biographie
Kabos naît à Budapest en 1893 (certaines sources donnent son année de naissance en 1894, 1898 ou 1902). Elle étudie à l'Académie de musique Franz Liszt avec Árpád Szendy (un élève de Franz Liszt), Leó Weiner et Zoltán Kodály), et, à quinze ans, elle remporte le prix Liszt et se produit en scène l'année suivante. Dans la première partie de sa carrière, elle joue pour Ferruccio Busoni, qui a également joué pour elle. Elle fait des tournées, en donnant un certain nombre de créations d'œuvres de compositeurs tels que Kodály, Weiner, Béla Bartók, Luigi Dallapiccola, Roy Harris, Carlos Chávez et Mátyás Seiber. Elle fait ses débuts américains en 1951. Elle enseigne à l'Académie royale de musique de Budapest entre 1930 et 1936.
Ilona Kabos épouse un de ses collègues pianistes, le hongrois Louis Kentner en 1931 et ils s'installent à Londres. Son piano était supérieur au sien. En novembre 1942, Kabos et Kentner donnent la première mondiale du Concerto pour deux pianos, percussion et orchestre de Bartók à Londres. Elle crée également les Six Bagatelles, op. 3 (1948) de Robert Crawford.
Le mariage de Kabos prend fin en 1945, lorsque Kentner la quitte pour Griselda Gould (fille de la pianiste Britannique Evelyn Suart et sœur de la ballerine Diana Gould, deuxième épouse de Yehudi Menuhin).
Le plus grand héritage de Kabos, est son travail en tant que professeur de piano. Elle donne des classes de maître et enseigne à la fois en privé et au sein d'institutions telles que les cours d'été au Dartington College of Arts et à la Juilliard School (à partir de 1965, invitée par Peter Mennin ; Kabos et Rosina Lhévinne ont souvent échangé leurs étudiants).
Les élèves les plus connus de Kabos sont Susan Alexander-Max, David Bollard, Robert Cuckson, Monte Hill Davis, Norma Fisher,, Peter Frankl, Marek Jablonski, Joan Havill, Niel Immelman, William Corbett Jones, Joseph Kalichstein,, David Oei, John Ogdon, Denver Oldham, Kun-Woo Paik, Alberto Portugheis, Staffan Scheja, Roberto Szidon et Alan Weiss. On trouve également : Paul Burke, Nigel Coxe, David-Michael Dunbar, Marilyn Engle, Meira Farkas, Jonathan Miles Freeman, Freudenthal Otto, Nancy Burton Garrett, Derek Han, Robin Harrison, Emanuel Krasovsky, Risto Lauriala, Dana Muller, Thalia Myers, Marios Papadopoulos, Joel Sachs, Jeffrey Siegel, Sérgio Varella-Cid et Veda Zuponcic.
La méthode d'enseignement de Kabos comprend le griffonnage sur la partition de l'élève au cours de ses leçons. Elle écrit « au pastel rouge les indications importantes, juste en face de la page, en grosses lettres, le long d'une barre-accolade. » Le pastel est en fait un feutre enveloppé dans du papier. 
Elle est aussi conseillère musicale pour un certain nombre de films : Meurtre dans la cathédrale (1951), La Galerie du mystère (en) (1953), Enquête spéciale (en) (1954), Jet Storm (1959), et Les Mains d'Orlac (1960).
Une résidence pour musiciens étudiants de Kabos a été créée par Charles Napper, à Finchley, au nord de Londres.
Elle meurt à Londres en 1973, âgée de 79 ans.

## Hommages
André Tchaikowsky, Inventions, op. 2, une série de pièces pour piano ; chaque invention est un portrait musical d'un ami ou collègue de Tchaikowsky. Le n° 3 est sous-titrée : To Ilona Kabos
Serge Tcherepnine, For Ilona Kabos (1968) pièces pour piano

## Enregistrements
Kabos n'a réalisé que peu d'enregistrements :
- prise de 1952, lors d'un concert à la New York Town Hall :
  - Liszt (Variations sur ‘Weinen, Klagen, Sorgen, Zagen’, S. 180 ; et extraits d'après Weihnachtsbaum, S. 186)
  - Bartók (Trois rondos, Sz84 ; Sonatine, Sz55 ; Pour les enfants, Sz42)[1]
    - Edward Tatnall Canby, écrivait dans le Saturday Review que c'était « le meilleur enregistrement de piano que j'ai entendu[33] »
- Liszt, Gnomenreigen (concert, Budapest, 1956)[3]
- Michael Tippett, Concerto pour piano (BBC ; s.d.)[3]
- Bach, Concerto en ut majeur, pour deux claviers, BWV 1061 – avec Gina Bachauer (1955)[34]

Le tout réuni sur un disque Bartók Records BR1910.